# Geschichte der Stadt Geithain
Die Geschichte der Stadt Geithain, etwa auf halber Strecke zwischen den sächsischen Großstädten Leipzig und Chemnitz gelegen, wurde insbesondere durch das Wirken der sächsischen Markgrafen, Herzöge, Kurfürsten und Könige aus dem Geschlecht der Wettiner bestimmt.

## Ur- und frühgeschichtliche Besiedlung
Vor circa 6900 Jahren entstand auf dem ebenen Höhenrücken auf dem südlichen Teil der heutigen Gemarkung Geithains eine etwa 300 bis 400 Jahre lang existierende Siedlung der Kultur mit Stichbandkeramik. Bei den archäologischen Ausgrabungen im Zusammenhang mit dem Autobahnbau wurden Reste von bis zu 20 m großen Langhäusern dokumentiert und neben typischer Keramik und Steinbeilen auch Mahl- und Reibesteine aus Rochlitzer Porphyrtuff geborgen. Unter ihnen waren mehrere halbfertige Stücke, was auf die örtliche Fertigung schließen lässt. Siedlungsreste oder Gräberfelder aus der Bronze- und Eisenzeit sind bislang nicht bekannt. Offenbar war das vergleichsweise hoch gelegene Umland von Geithain seit dem späten Neolithikum bis in das Hochmittelalter unbesiedelt.

## Landesausbau und Stadtentstehung im 12. und frühen 13. Jahrhundert
In der Mitte des 12. Jahrhunderts begann Markgraf Dedo III., genannt der Feiste, in dem von seinem Vater Markgraf Konrad dem Großen ererbten Herrschaftsgebiet zwischen Pleiße und Zwickauer Mulde mit dem Landesausbau. Damit einher ging die Entstehung einer Kaufmannssiedlung unterhalb der Nikolaikirche, einer frühstädtischen Entwicklungsphase, wie sie beispielsweise auch in Rochlitz und anderen sächsischen Städten bestand. Geithain lag auf dem Wege zwischen Dedos wichtigsten Burgen, der Wiprechtsburg Groitzsch und Rochlitz, und einer von Altenburg über Colditz nach Leisnig führenden Handelsstraße. Das später Altdorf genannten Gebiet sollte sich noch Jahrhunderte später in den Grundbuchakten mit den Steuerlasten deutlich von der übrigen Stadt unterscheiden.
Ins Licht der schriftlichen Überlieferung tritt Geithain im Jahr 1186 in einer Urkunde, welche die Schenkung der Einkünfte der Marienkirche im heutigen Stadtteil Wickershain durch Dedo an den Merseburger Bischof festschrieb, zu dessen Sprengel sie gehörte. Ihre Lage wird mit „in villa superior Chiten“ beschrieben, was entweder mit „im Dorf Obergeithain“ oder mit „im Dorf oberhalb Geithains“ übersetzt werden kann. Der altsorbischen Name für Geithain bezeichnet den Ort einer Person namens *Chyt (Chit). Die Pfarrkirche St. Marien für die Dörfer Wickershain und Narsdorf war vermutlich noch vor 1144 von Gräfin Bertha von Morungen, der Tochter des Grafen Wiprecht von Groitzsch, als Eigenkirche errichtet worden. 1205 bestätigte Papst Innozenz III. dem Kloster Zschillen (heute Wechselburg) die Rechte, die Graf Dedo von Groitzsch 1186 diesem wegen der Marienkirche vor Geithain übertragen hatte. Seither wird der Stadtname anlautend mit G geschrieben: Giten, Gyten, später Gitan.
Die Kaufleutesiedlung war nicht in die Marienkirche eingepfarrt. Die St.-Nikolai-Kirche der Kaufleute, eine romanische Basilika von erstaunlicher Größe, steht in dominanter Lage auf dem spornartigen Ausläufer eines Höhenrückens. Um die Wende zum 13. Jahrhundert entstand östlich der nun als auch Stadtpfarrkirche genutzten Nikolaikirche die Stadt Geithain um den lang gestreckten Straßenmarkt, der wiederum eine Parallele im unweit liegenden, etwa gleich alten Städtchen Rochlitz besitzt. 1209 wurden Ort und Nikolaikirche erneut in einer Urkunde genannt, als Dedos Sohn Markgraf Konrad II. von Landsberg die Schaffung eines Hospitals und einer Jakobuskapelle, beide vor der Stadt gelegen, anordnete. Die Lehnserträge zu ihrem Unterhalt stammten aus Altdorf und Wickershain.

## Blüte der Stadt im 14. Jahrhundert

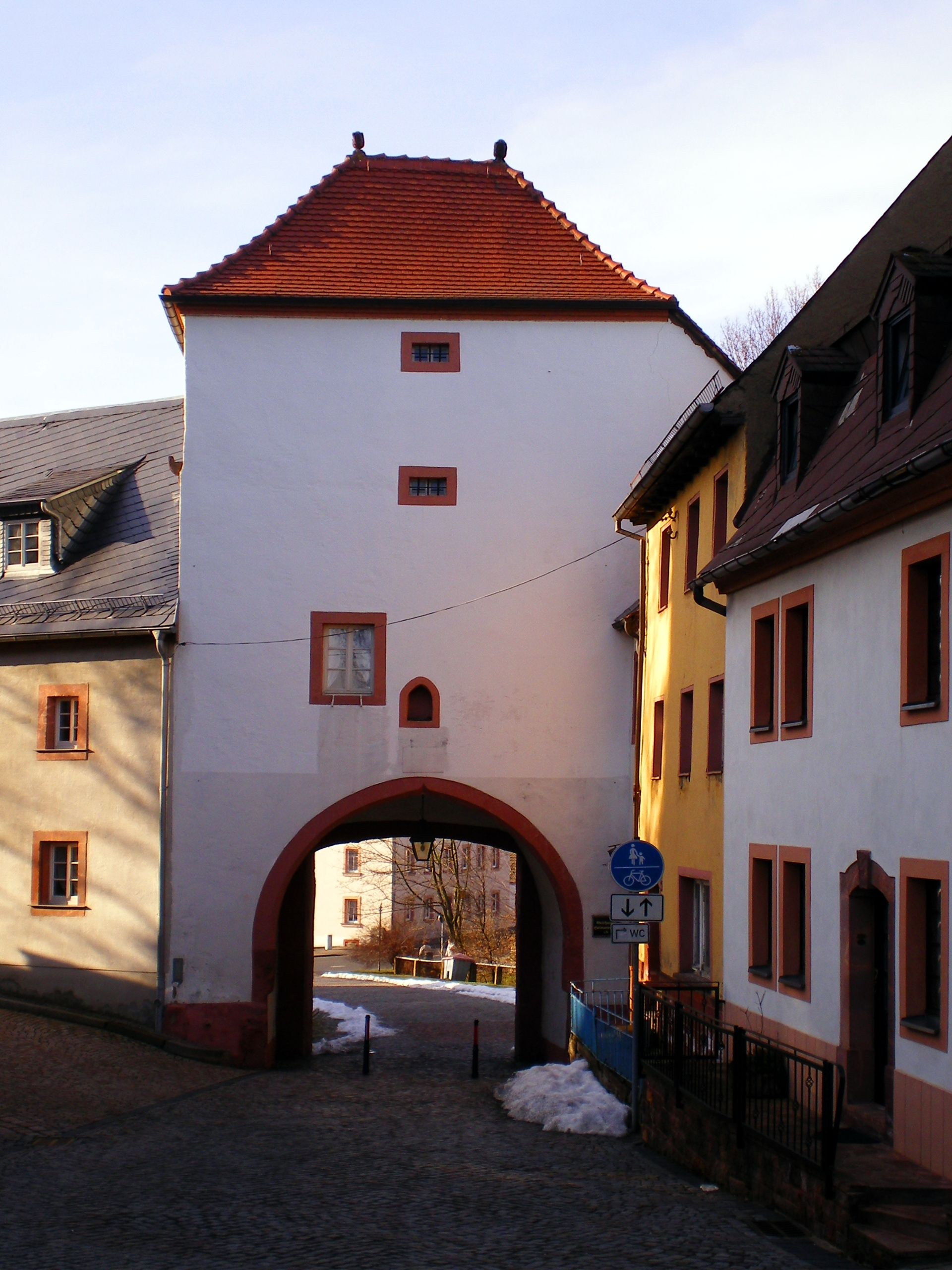
Untertor

Am 13. April 1348 wird ein Friedrich von Schönburg, Herr zu Hassenstein in Böhmen, mit "Gythain" belehnt. 1357 überlässt ein Friedrich von Schönburg Geithain (und Kohren) an die Herren von Reuß.
In der Mitte und zweiten Hälfte des 14. Jahrhunderts erlebte die Stadt und das Umland unter Markgraf Wilhelm I. dem Einäugigen eine Blüte. Verwaltet wurde Geithain im Mittelalter durch einen Vogt, der seinen Sitz im 1349 erstmals erwähnten Freihof hatte. Der Geithainer Pulverturm, heute eine der Sehenswürdigkeiten der Stadt, war Teil des Freihofes und fügte sich zusammen mit diesem in die Stadtbefestigung ein.

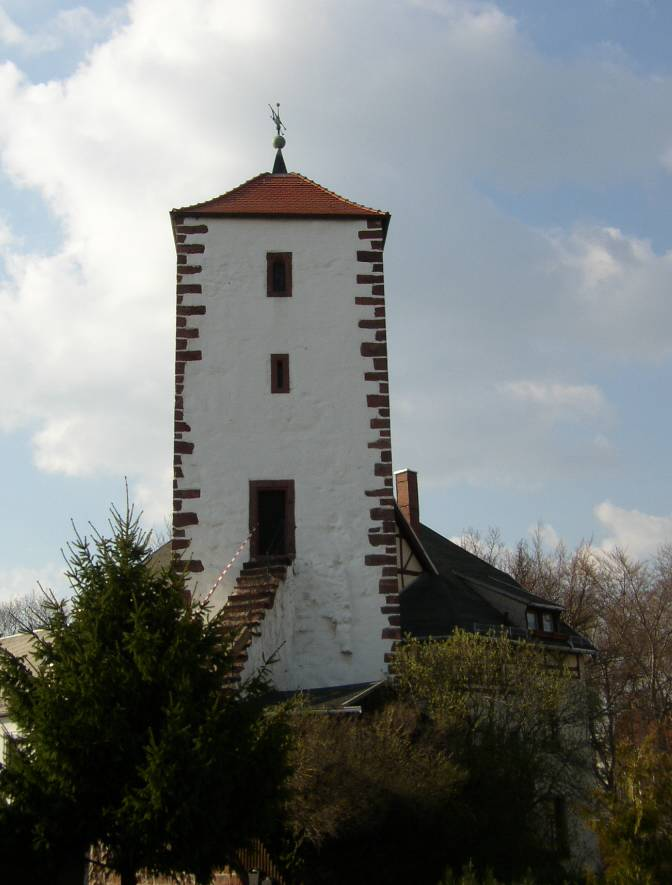
Der Pulverturm

 Um 1349/50 ist im Zusammenhang mit der Stadt von einer „curia et castrum“, einem Hof und einer Burg, die Rede.
Vor 1377 wurde in Geithain ein überregionaler Schöffenstuhl eingerichtet, der auch Urteile für benachbarte Städte fällte. Dieses Recht wurde den Geithainer Geschworenen 1432 vom Landesherrn bestätigt. 1392 erwarb Geithain die niedere Gerichtsbarkeit.
Im Jahre 1376 wurde eine hölzerne Wasserleitung vom Oberlauf der Eula kilometerlang in die Stadt verlegt und mit Hilfe von (später insgesamt acht) Zisternen in Betrieb genommen. Bis zur Inbetriebnahme des Wasserwerks im Jahre 1904 blieb sie erhalten. 1384 wurden erstmals Wasser- und Windmühlen um Geithain erwähnt.

## Handel, Gewerbe und Religion im 15. und 16. Jahrhundert
Das älteste Stadtsiegel Geithains stammt aus dem Jahr 1416 und wurde 1904 zur Grundlage für das noch heute gebräuchliche Stadtwappen. 1467 konnte die Stadt auch die obere Gerichtsbarkeit erwerben.
Der älteste schriftliche Nachweis der Geithainer Leineweber entstammt einer im Jahr 1449 ausgestellten Urkunde. Die Bleichgewerke in Chemnitz hatten sich beim Landesherrn beklagt, weil andere „nemlich von Gitan“ zur Rochlitzer Bleiche fuhren. Die Rochlitzer erwiderten, das Leinen sei „seit vielen langen Jahren vor und bei Regierung des Markgrafen Wilhelm des Einäugigen [gestorben 1407] hier gebleicht“ worden. Daher ist anzunehmen, dass die Leineweberei in Geithain bereits vor um 1400 betrieben wurde. Die älteste überlieferte Innungsordnung der Leineweber stammt aus dem Jahr 1575.
1456 wurde die Geithainer Leinenweberinnung erstmals urkundlich bezeugt. 1462 waren im Umkreis der Stadt Kalkgruben und Kalkbrennereien in Betrieb (Ersterwähnung bereits um 1400). Ab 1499 wurden jährlich drei Jahrmärkte abgehalten. 1508 wurden erstmals die Statuten der Stadt durch den Landesherrn festgeschrieben, in denen unter anderem die Normen für Erbrecht und das städtische Strafrecht enthalten sind. Die 1553 erneuerten und um zahlreiche Ausführungsbestimmungen auf 27 Gebote vermehrten Statuten sind von überregionaler Bedeutung. Im selben Zusammenhang wurde 1508 die Schuhmacherinnung erstmals erwähnt. 1522 erhielt die Schneiderinnung ihr Privileg. Nachdem bereits 1529 ein Brauhaus errichtet wurde, verlieh 1553 Kurfürst Moritz der Stadt das Braurecht.
Unter Herzog Heinrich dem Frommen wandte sich das albertinische Sachsen in den Jahren 1539 und 1540 der Lehre Luthers zu. Auch in Geithain wurde daher am 1. Advent 1539 die Reformation eingeführt. Im Jahr 1551 ist für die Stadt eine „Geistige Vorsteherei“ bezeugt, zu der neun Gemeinden gehörten.
1575 erfolgte eine landesherrliche Prüfung der Lateinschule, aus der hervorgeht, dass die jüngeren Schüler die Fabeln des Äsop auswendig lernen und die Schüler der beiden Oberklassen die Sittenlehre des Erasmus von Rotterdam einüben mussten. Der Unterricht erfolgte in lateinischer Sprache, deren Kenntnis Voraussetzung für das Studium an der Universität war.

## Kriegseinwirkungen und Garnisonsstadt im 17. und 18. Jahrhundert
Der Dreißigjährige Krieg (1618–1648) wirkte sich auch auf Geithain aus. Insgesamt siebzehn Mal wurde die Stadt in diesem Krieg geplündert. 1641 wurde die Polizeiordnung des Rates der Stadt als Norm des städtischen Strafrechts mit 48 Geboten und Verboten eingeführt.
Nachdem Kurfürst Johann Georg III. 1683 im Kurfürstentum Sachsen ein stehendes Heer einführte, wurde die Stadt zum Garnisonsort bestimmt. Als die Carlowitzer Compagnie einquartiert werden sollte, erhob der Rat der Stadt Widerspruch bei der Landesregierung. Deshalb begann die Garnisonszeit erst mit dem Jahr 1689 als ständigem Standort einer Compagnie Grenadiere.
Im Zuge der Vermessung des Kurfürstentum Sachsen unter August dem Starken wurden in Geithain 1727 zwei Postmeilensäulen aufgestellt.

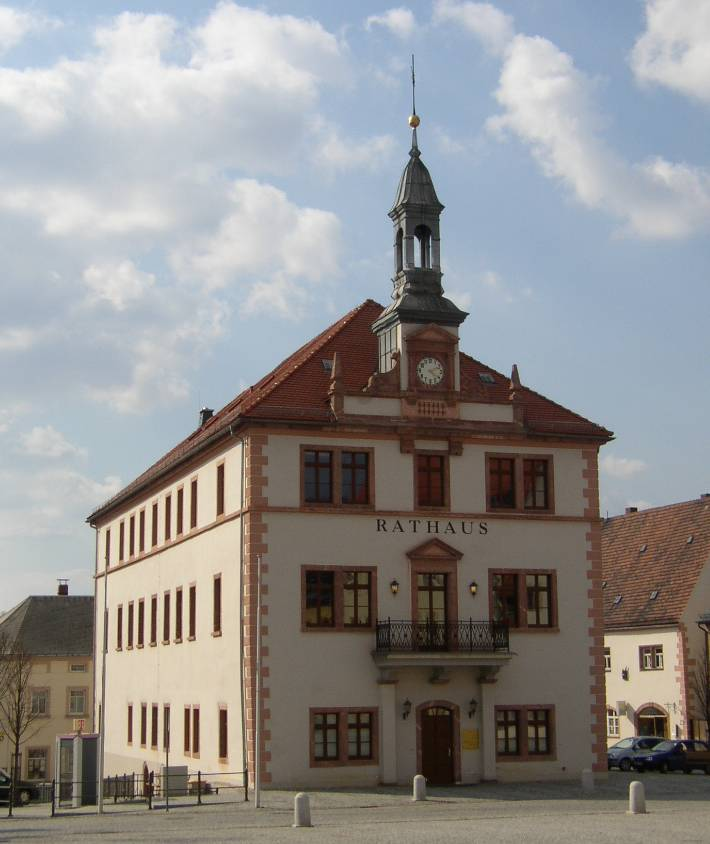
Das Rathaus am Markt

## Aufschwung des Bürgertums und Industrialisierung im 19. Jahrhundert
1833 wurde in Geithain eine bürgerliche Städteordnung eingeführt. Die Wählerliste zur Wahl des Stadtrats enthielt die Namen von 349 Bürgern und 61 Tagelöhnern, Frauen waren nicht wahlberechtigt. Allerdings konnten die Wähler nach dem neuen Wahlrecht nur 30 Wahlmänner wählen, die wiederum die Stadtverordneten wählten. Die Stadt zählte zu dieser Zeit 2975 Einwohner, davon 64 Leineweber, 26 Schneider, 146 Tagelöhner und Handwerker.
1853 erfolgte die Gründung der städtischen Sparkasse. Im Jahr 1855 wurde in der Stadt die erste öffentliche Straßenbeleuchtung eingerichtet. Zunächst mit Petroleum betrieben, wurde sie 1904 auf Gas umgestellt und schließlich 1911 durch eine elektrische ersetzt. 1861 wurde im Königreich Sachsen die Gewerbefreiheit erlassen. Daraufhin lösten sich in Geithain die alten Innungen der Leineweber, Gerber, Seiler, Kürschner und Böttcher auf. Im gleichen Jahr erschien die erste Ausgabe der Zeitung „Geithainer Wochenblatt“, die bis 1943 herausgegeben wurde. Geithain lag bis 1856 im kursächsischen bzw. königlich-sächsischen Amt Rochlitz. Ab 1856 gehörte der Ort zum Gerichtsamt Geithain und ab 1875 zur Amtshauptmannschaft Borna.

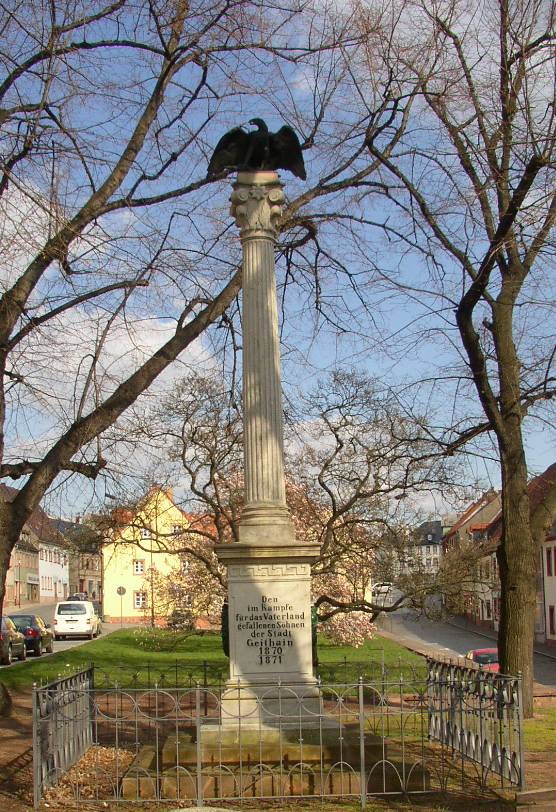
Das Kriegerdenkmal

Nachdem 1869 mit dem Bau des Bahnhofsgebäudes begonnen wurde, erfolgte am 8. April 1872 mit der Eröffnung der Bahnstrecke Neukieritzsch–Chemnitz der Anschluss an das sächsisch-bayerische Eisenbahnnetz. Schließlich wurde 1887 die Bahnstrecke Leipzig–Geithain-Chemnitz eröffnet. Mit dem Abzug des 2. Königlich-Sächsischen Ulanenregimentes Nr. 18 nach Leipzig endete am 1. April 1897 die über 200 Jahre währende Garnisonszeit der Stadt. In der ehemaligen Reithalle der Geithainer Garnison wurde 1898 das noch heute bestehende Geithainer Emaillierwerk errichtet.

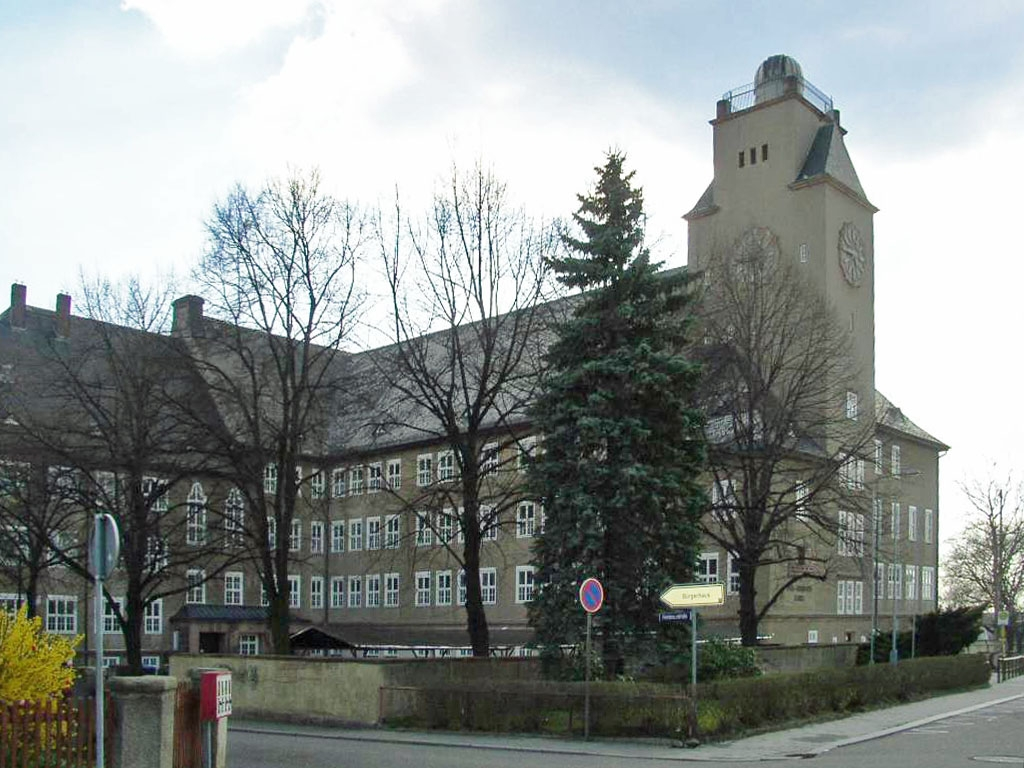
Die Paul-Guenther-Schule

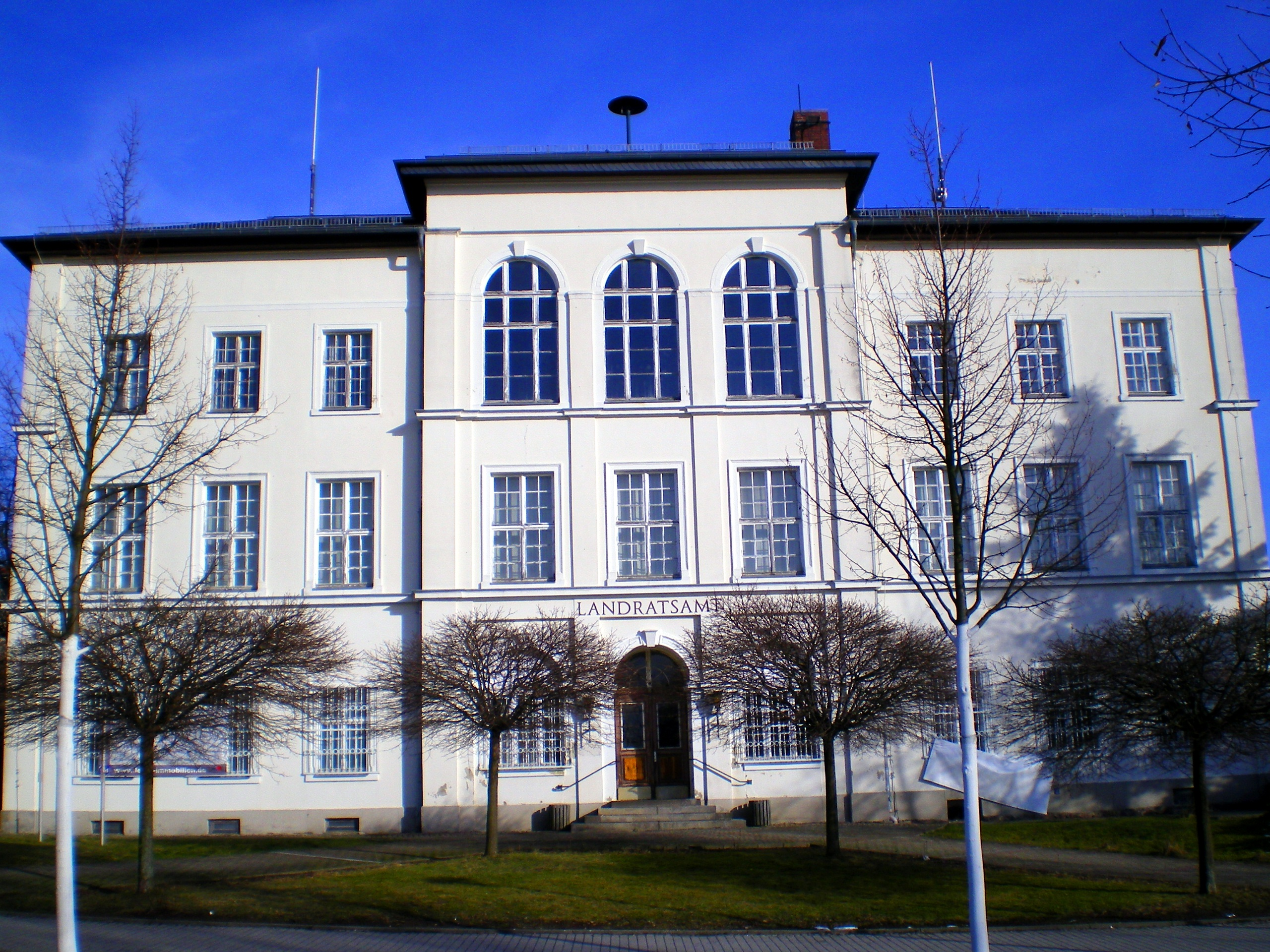
Ehemaliges Landratsamt

## 20. Jahrhundert
Am 29. Oktober 1925 wurde die Paul-Guenther-Schule eingeweiht. Mit ihrem 36 m hohen Turm ist sie heute einer der markantesten Punkte in der Silhouette dieser Stadt. Der Schulbau erfolgte auf Anregung des Schuldirektors Louis Petermann (Ehrenbürger der Stadt, * 13. August 1870, † 22. März 1964), der sich angesichts der schlechten räumlichen und baulichen Verhältnisse im alten Schulgebäude an Paul Guenther, mit der Bitte um Stiftung einer Schule wandte.
Im Zweiten Weltkrieg 1939–1945 hatte die Stadt 219 Tote zu beklagen. Allein 13 Personen kamen am 13. April 1945 beim einzigen Luftangriff auf die Stadt ums Leben. Das Ziel der Tiefflieger bei diesem Angriff war der Bahnhof. Am 14. April 1945 endete für Geithain mit dem Einzug der amerikanischen Truppen der Zweite Weltkrieg.
Im Verlauf der Verwaltungsreform in der DDR wurde Geithain 1952 Kreisstadt. 1969 erfolgte nach zweijähriger Bauzeit die Eröffnung des städtischen Freibades. Im selben Jahr wurde auch die Poliklinik eingeweiht. 1986 begingen die Bürger Geithains die 800-Jahr-Feier der Stadt. Mit dem Reformationsgottesdienst am 31. Oktober 1989 und der im Anschluss stattfindenden Demonstration begann auch in Geithain die politische Wende.
1994 erfolgte die Eingemeindung von Syhra und Niedergräfenhain. Im selben Jahr, am 1. August 1994, verlor Geithain mit der Schaffung des Landkreises Leipziger Land den Status als Kreisstadt. 1995 wurde der Ort Nauenhain eingemeindet. Am 1. Januar 2002 schloss sich die Gemeinde Narsdorf mit Geithain zu einer Verwaltungsgemeinschaft zusammen. Am 1. Juli 2017 wurde Narsdorf nach Geithain eingemeindet und die Verwaltungsgemeinschaft damit aufgelöst.